# Lexington Avenue / 51st – 53rd Streets (métro de New York)
 (janvier 2022).
Si vous disposez d'ouvrages ou d'articles de référence ou si vous connaissez des sites web de qualité traitant du thème abordé ici, merci de compléter l'article en donnant les références utiles à sa vérifiabilité et en les liant à la section « Notes et références ».
Lexington Avenue / 51s} – 53rd Streets est une station souterraine du métro de New York située à la frontière des quartiers de Midtown et de l'Upper East Side à Manhattan. Elle est située sur deux lignes (au sens de tronçons du réseau), la ligne IRT Lexington Avenue (métros verts) et l'IND Queens Boulevard Line (métros bleu et orange) issues respectivement des réseaux des anciens Interborough Rapid Transit Company (IRT) et Independent Subway System (IND). Sur la base de la fréquentation, la station figurait au 10e rang sur 421 en 2012.

## Services aux voyageurs

### Desserte
Au total, cinq services y circulent :
- les métros 6 et E y transitent 24/7 ;
- les métros 4 s'y arrêtent uniquement la nuit (late nights) ;
- la desserte <6> fonctionne en semaine durant les heures de pointe dans la direction la plus encombrée ;
- les métros M y circulent uniquement en semaine.